# Juan Camous
Juan Roberto Camous (Nizza, 1929 – 2003) è stato uno schermidore venezuelano.

## Biografia
Ha partecipato ai Giochi della XV Olimpiade di Helsinki nel 1952.

## Palmarès
In carriera ha conseguito i seguenti risultati:
- Giochi Panamericani:

Città del Messico 1955: bronzo nella spada individuale ed a squadre.